# Huntington Hartford
Pour les articles homonymes, voir Hartford.
 (janvier 2019).
Si vous disposez d'ouvrages ou d'articles de référence ou si vous connaissez des sites web de qualité traitant du thème abordé ici, merci de compléter l'article en donnant les références utiles à sa vérifiabilité et en les liant à la section « Notes et références ».
Huntington Hartford (né George Huntington Hartford II le 18 avril 1911 à New York et mort le 19 mai 2008 à Lyford Cay aux Bahamas) est un homme d'affaires, philanthrope, producteur de scènes et de films et collectionneur d'art américain,  héritier de la fortune des supermarchés A&P.

## Biographie
À la mort de son père en 1922, Hartford est devenu l'un des héritiers du domaine laissé par son grand-père et homonyme, George Huntington Hartford.
Après avoir obtenu son diplôme de l'Université Harvard en 1934, il a travaillé brièvement pour A&P. Le 10 novembre 1936 il a acheté le grand voilier Joseph Conrad à Alan Villiers qu'il a ensuite transformé en yacht privé qu'il a offert en 1939 à la Commission Maritime des États-Unis en tant que navire-école.
Pour le reste de sa vie, Hartford s'est concentré sur de nombreuses autres entreprises immobilières, commerciales et caritatives étant propriétaire de l'île Paradise aux Bahamas où il a passé les dernières années de sa vie avec sa fille Juliet et fondateur en 1955 de l'Oil Shale Corporation (Tosco Corporation (en)).
Huntington Hartford était autrefois[Quand ?] connu comme l'une des personnes les plus riches du monde[réf. nécessaire].